# Głos znad Niemna
Głos znad Niemna – polskojęzyczny tygodnik wydawany na Białorusi od 3 grudnia 1989 roku; organ prasowy Związku Polaków na Białorusi. Twórcą i pierwszym redaktorem pisma był Eugeniusz Skrobocki z Grodna. Dzięki jego zaangażowaniu pierwsze numery „Głosu znad Niemna” otrzymał papież Jan Paweł II podczas prywatnej audiencji władz związku w Watykanie w roku 1990.
Pierwszy numer ukazał się jako dodatek specjalny do Czerwonego Sztandaru z okazji konferencji założycielskiej Polskiego Kulturalno-Oświatowego Stowarzyszenia im. Adama Mickiewicza w Grodnie. W latach 1990–1991 wychodziło nieregularnie i drukowane było w Polsce. W 1992 ukazywało się dwa razy na tydzień, a od 1993 roku – co tydzień.
Czasopismo poświęcone jest problematyce społecznej, politycznej, kulturalnej i religijnej ze szczególnym uwzględnieniem problemów Polaków na Białorusi.
Od 2005 roku równolegle ukazywały się dwie gazety o takim samym tytule. Jedna – wydawana przez ZPB pod kierownictwem Stanisława Siemaszki, druga – przez ZPB na czele z Anżeliką Orechwo. Druga jest dzisiaj wydawana w Polsce pod tytułem „Głos znad Niemna na uchodźstwie”. 